# Amundi
Amundi is een vermogensbeheerder met het hoofdkantoor in Parijs.

## Activiteiten
Op 31 december 2024 had het bedrijf € 2440 miljard onder beheer en is daarmee de grootste vermogensbeheerder in Europa en een belangrijke wereldspeler in deze sector. Het belegt in een grote verscheidenheid aan beleggingsinstrumenten, waaronder aandelen, obligaties, vastgoed en private equity. 
Het grootste deel van het vermogen onder beheer is afkomstig uit Frankrijk (aandeel 44% van het totaal in in 2024), gevolgd door Azië (21%), Europa, exclusief Frankrijk en Italië, (20%) en Italië (9%). Het heeft vestigingen in 35 landen en telde in 2024 ongeveer 5700 medewerkers.
In 2024 was de omzet € 3,4 miljard, hiervan was 91% management fees. Dit is een vergoeding voor het beheer, en is een klein percentage van de waarde van de portefeuilles. Het is een zeer stabiele bron van inkomsten. In 2024 was deze vergoeding gemiddeld 17,7 basispunten (dit is 0,17%), voor particuliere beleggers lag deze vergoeding tweemaal zo hoog en grote institutionele beleggers betaalden tussen de 10 en 11 basispunten.

## Geschiedenis
Het bedrijf werd opgericht op 1 januari 2010 en is het resultaat van de fusie tussen de vermogensbeheeractiviteiten van Crédit Agricole (Crédit Agricole Asset Management, CAAM) en Société Générale (Société Générale Asset Management, SGAM). Op dat moment had Crédit Agricole 75% van de aandelen en Société Générale de rest. In 2014 nam Crédit Agricole een aandelenbelang van 5% over.
Sinds 11 november 2015 is Amundi genoteerd aan de effectenbeurs van Euronext, waarvan 75,5% in handen bleef van Crédit Agricole. Société Générale verkocht toen het resterende belang op de markt en was geen aandeelhouder meer.
In 2017 werd Pioneer Investments overgenomen. Amundi betaalde € 3,5 miljard aan de Italiaanse bank UniCredit. Amundi heeft tegelijk een distributiepartnerschap gesloten met UniCredit voor Italië, Duitsland en Oostenrijk, Na de overname steeg het vermogen onder beheer naar € 1300 miljard.
In april 2021 kondigde Amundi de overname aan van Lyxor Asset Management. Amundi is daarmee de grootste aanbieder van exchange-traded funds (ETF) van Europa geworden. Lyxor werd opgericht in 1998 en was sindsdien een volledige dochteronderneming van Société Générale. De overnamesom was € 0,8 miljard.
In februari 2014 werd een bod gedaan op het Zwitserse Alpha Associates, een specialist op het gebied van alternatieve beleggingen. Amundi is bereid € 350 miljoen te betalen, € 160 miljoen direct en nog eens maximaal € 190 miljoen afhankelijk van de groei na de overname. Bij Alpha Associates werkten toen 70 mensen en zij beheerden € 8,5 miljard in infrastructuur, private equity en venture capital.

## Ontwikkeling vermogen onder beheer
Hieronder een grafiek met de ontwikkeling van het vermogen onder beheer bij Amundi. De bedragen luiden in miljarden euro. Deze ontwikkeling is vooral het gevolg van de koersontwikkeling van de beleggingen, de in- en uitstroom van geld door klanten en overnames van Pioneer in 2017 en Lyxor in 2021.